# Josep Lluís Martín i Berbois
Josep Lluís Martín i Berbois (Sabadell, 26 d'abril de 1978) és historiador especialista en la història de Catalunya de la primera meitat del segle xx, i de manera específica sobre el paper de la dona en la cultura política de l'època.
Josep Lluís Martín i Berbois és doctor en Història Contemporània per la Universitat Autònoma de Barcelona i tècnic de continguts del Memorial Democràtic de Catalunya. El 2018 va comissariar, juntament amb Sylvia Roig Abelenda, l'exposició «Transgressores - Transgresoras», organitzada pel Memorial Democràtic i el Consulat General de l'Uruguai de Barcelona.
Autor de diverses biografies, en destaca Joan Llonch i Salas. Emprenedor, mecenes i polític catalanista, biografia d'un personatge referent de la burgesia sabadellenca durant bona part del segle xx . El llibre, de més de 600 pàgines, és fruit d'una recerca de diversos anys i descriu una història familiar i la de Sabadell durant més d'un segle, des de la meitat del segle xix fins a la crisi de la indústria tèxtil de la dècada de 1970.
Martín, expert coneixedor de l'obra d'Arthur Conan Doyle és membre del Cercle Holmes, una entitat que reuneix seguidors del personatge més famós d'aquest autor, el detectiu Sherlock Holmes. Ha publicat una història d'aquest entitat i és autor de l'epíleg del llibre Les aventures de Sherlock Holmes, un recull de dotze relats protagonitzats pel detectiu.

## Obres
- Joan Llonch i Salas o l'oasi d'un catalanista sabadellenc, Quadern de la Fundació Bosch i Cardellach, núm. 97-98. Sabadell. 2005.
- Institut Sallarès i Pla. Forja de joves empresaris tèxtils des de 1947, Institut Sallarès i Pla i el Gremi de Fabricants de Sabadell. Sabadell. 2006.[6]
- Cartes en temps de guerra (1936-1938). Epistolari entre Miquel Carreras i Costajussà i Joan Llonch i Salas, Editorial Mediterrània, 2007.
- La Lliga Regionalista de Sabadell o l'ocàs d'un partit (1931-1945), Barcelona, Publicacions de l'Abadia de Montserrat, 2008.[7][8]
- La Joventut Nacionalista de Catalunya. Escola de patriotes, Editorial Afers, Catarroja-Barcelona, 2011.[9][10][11]
- El Sindicat de Metges de Catalunya. Un exemple de perseverança en la defensa de la medicina i el País, Catarroja-Barcelona: Editorial Afers, 2012.[12]
- Ignorades però desitjades. La dona política durant les eleccions de la Segona República a Catalunya, Barcelona: Acontravent, 2013.[13][14][15]
- Història de Catalunya, coordinada per Josep Maria Solé i Sabaté i amb il·lustracions de Pilarín Bayés, Volum 6 (de 1977 fins als nostres dies), Barcelona: Edicions 62-La Vanguardia, 2014.
- Josep Maria Ainaud de Lasarte. Un humanista al servei de Catalunya, Barcelona: Editorial Base, 2015.[16][17]
- Cent Anys d'Art Nou Català (Catàleg de l'exposició amb el mateix nom), Sabadell: Museu d'Art de Sabadell, 2015.
- Ignoradas pero deseadas. La mujer política catalana en la Segunda República, Barcelona: Icária, 2015.
- La Societat Catalana d’Estudis Històrics: setanta anys de compromís amb la història. 1946-2016, Barcelona: Institut d’Estudis Catalans, 2017.
- “Pa amb vi i sucre”. Història oral de Sant Quirze del Vallès, Barcelona: Rafael Dalmau, Editor, 2017.
- Metges de Catalunya 1920-2020. Cent anys de sindicalisme, medicina i país, Barcelona: Metges de Catalunya-Viena Edicions, 2020.
- 25 anys del Círculo Holmes (1994-2019), Barcelona: Publicaciones del Círculo Holmes, 2020.
- Josep Maria Porcioles. Biografia d'una vida singular (Base, 2021)
- Gran Enciclopèdia Catalana. Una obra de país  (Base, 2023)
- Joan Llonch i Salas. Emprenedor, mecenes i polític catalanista. Fundació Ars, 2024.